# Jalmari Eskola
Jalmari Johannes (Lauri) Eskola, född 16 november 1886 i Pöytis, död 7 januari 1958 i Åbo, var en finsk friidrottare.
Eskola deltog i OS 1912 i Stockholm varunder han tog silvermedalj i friidrott. Han var med i det finska laget och kom andra plats efter Sverige i lagtävling i terränglöpning. De andra i laget var Hannes Kolehmainen och Albin Stenroos.